# Unione Sportiva Catanese Elefante
L'Unione Sportiva Catanese Elefante è stata una società calcistica di Catania, attiva nella stagione 1945-1946.

## Storia
Alla ripresa dei campionati dopo l'interruzione dovuta alla seconda guerra mondiale venne iscritta alla Serie C 1945-1946 l'Unione Sportiva Catanese Elefante. Il sodalizio venne creato attraverso la fusione di tre delle quattro squadre catanesi che avevano partecipato al Campionato siciliano 1944-1945: l'Unione Sportiva Catanese, l'Unione Sportiva Elefante Catania e la Società Sportiva Etna Catania.
La Catanese Elefante, al pari dell'altra società cittadina iscritta alla Serie C, la Virtus Catania, non rilevò però il titolo sportivo dell'Associazione Calcio Fascista Catania, la cui attività nella stagione 1942-1943 era stata interrotta forzatamente a causa dello sbarco alleato in Sicilia. Questo poiché era necessario saldare preventivamente i debiti del vecchio sodalizio. Pertanto, in base al regolamento del torneo di Serie C 1945-1946 Lega Nazionale Centro-Sud, la Catanese Elefante, non potendo vantare un titolo sportivo di categoria, venne considerata al pari di molte altre società quale società ospite e in conseguenza di ciò privata della possibilità di conseguire sul campo la promozione in Serie B.
La Catanese Elefante concluse il campionato in ultima posizione su undici partecipanti nel proprio girone calabro-siculo, retrocedendo sul campo.
Terminato il campionato, essendovi l'esigenza di ricreare un'unica società per la città di Catania, la Catanese Elefante si fuse con la Società Sportiva Virtus Catania dando vita il 24 settembre 1946 al Club Calcio Catania. Nel nuovo club, iscritto alla Serie C 1946-1947 e che dal 1946 rappresenta Catania, la presidenza venne data a Santi Manganaro-Passanisi, già presidente della Catanese Elefante.